# Wikipédia et le conflit israélo-palestinien
Le conflit israélo-palestinien est largement couvert par Wikipédia.

## Contexte
En 2023, Stephen Harrison du magazine Slate écrit : « Il n'est pas surprenant que Wikipédia soit un meilleur endroit pour s'informer sur le conflit israélo-palestinien que X, TikTok et d'autres plateformes de médias sociaux. »
Le cofondateur de Wikipédia, Jimmy Wales déclare que le sujet est souvent débattu mais que le site s'efforce d'être neutre,.
La guerre israélo-palestinienne depuis 2023 est largement couverte par Wikipédia et d'autres projets connexes dans différentes langues. Il s'agit notamment d'articles sur l'attaque menée par le Hamas contre Israël à partir du 7 octobre 2023, ainsi que sur le blocus israélien de la bande de Gaza et l'offensive israélienne par les Forces de défense israéliennes (FDI) dans les semaines qui suivent. Les articles rédigés comprennent des guerres d'édition en raison de la diversité des récits des deux parties du conflit,.

## Réponse de Wikipédia
La Fondation Wikimédia publie une déclaration, le 4 décembre 2023, intitulée « Wikimedia fait le point sur la crise dans la bande de Gaza et en Israël », et une autre déclaration le 5 décembre 2023, appelant à « la fin des mesures empêchant l'accès à l'internet dans la bande de Gaza ».
Le 3 décembre 2023, le Centre arabe pour le développement des médias sociaux, qui soutient les droits numériques palestiniens et est basé à Haïfa, publie une déclaration intitulée « Inquiétudes sur la position de Wikimedia à la lumière de la guerre israélienne contre Gaza », exhortant la Fondation Wikimédia à réévaluer sa position et à prendre des mesures décisives à la lumière des attaques en cours contre Gaza, ainsi qu'à continuer à soutenir la communauté Wikipédia en Palestine. La déclaration conclut en affirmant que la fondation « doit maintenir son intégrité en défendant la neutralité tout en condamnant la désinformation délibérée (en) et en soutenant les communautés en crise ».
Le 23 décembre 2023, Wikipédia en arabe change son logo pour adopter les couleurs du drapeau de la Palestine et suspend l'édition d'articles pendant une journée, en signe de protestation contre les attaques continues contre le peuple palestinien et le parti pris de nombreux gouvernements occidentaux, en particulier les États-Unis, en faveur d'une partie du conflit et de l'adoption d'une politique de deux poids, deux mesures. Cette mesure est prise pour exprimer la solidarité et le rejet de la désinformation, selon ce qui a été publié sur la page principale de la Wikipédia arabe, qui ajoute un logo exprimant cela,,. Cette solidarité est largement saluée par un grand nombre d'utilisateurs arabes et de partisans de la cause palestinienne, tandis qu'elle est critiquée par certains utilisateurs israéliens.